# شبح شاد ۳
شبح شاد ۳ (به چینی: 開心鬼撞鬼؛ پینیین: Kai xin gui zhuang gui) یک فیلم کمدی محصول سال ۱۹۸۶ هنگ‌کنگ به کارگردانی جانی تو و نویسندگی ریموند وانگ است. این سومین قسمت از مجموعه «شبح شاد» می‌باشد. این فیلم دربارهٔ روحیه خواننده زن فقید تسوئی پان هان (مگی چانگ) است که در زندگی پس از مرگ منتظر فرصتی برای تناسخ است. او با پدرخوانده (تسوی هارک) آشنا می‌شود که خانواده موسیقایی مناسبی برای او پیدا کرده‌است تا با او تناسخ پیدا کند. زمانی که سام کوای (ریموند وانگ) همسر باردار را به بیمارستان اشتباهی می‌برد، فرصت او برای به دنیا آمدن در خانواده جدید از بین می‌رود. به پان هان یک ماه فرصت داده می‌شود تا بدن جدیدی پیدا کند تا بتواند تناسخ خود را در آن انجام دهد و در این بین تصمیم می‌گیرد سام کوای را مورد آزار و اذیت قرار دهد. کوای در نهایت شبح شاد را احضار می‌کند تا به او کمک کند.

## جسارت‌های وابسته
- شبح شاد (۱۹۸۴)
- شبح شاد ۲ (۱۹۸۵)
- شبح شاد ۴ (۱۹۹۰)